# Hermann Ulrici
Hermann Ulrici (født 23. marts 1806, død 11. januar 1884) var en tysk filosof.
Ulrici, der var professor i Halle, har blandt andet skrevet Ueber Prinzip und Methode der Hegelschen Philosophie (1841), Das Grundprinzip der Philosophie (1845—46), Gott und die Natur (1862), Gott und der Mensch (1866—73), hvoraf nogle udkom i flere udgaver, og desuden en række æstetiske og litteraturhistoriske værker;
sammen med den yngre Fichte udgav han "Zeitschrift für Philosphie und philosophische Kritik", der satte sig til opgave at give en filosofisk udformning af den kristelige verdensanskuelse. 
Ulrici kritiserede skarpt Hegels filosofi og dens metode, idet han ud fra det i erfaringen givne søgte at opbygge en idealistisk betragtning, hvori tro og videnskab forenedes i en art spekulativ theisme. Som absolut idé virker Gud i og erkendes af sjælen, der står som en selvstændig enhed over for det legemlige, men påvirkes af den hele ydre verden, som den opfatter efter givne grundkategorier ved sin særegne evne til at skelne, hvori dens egentlige virken som tænkning består. Ulricis filosofi er et lidet klart forsøg på at gå fra romantisk spekulation til eksakt forskning.